# 维托里奥·埃曼努尔·奥兰多
维托里奥·埃曼努尔·奥兰多（義大利語：Vittorio Emanuele Orlando，1860年5月19日—1952年12月1日）是一位意大利外交家、政治人物。

## 生平
1860年出生于西西里巴勒莫。于1897年当选为意大利众议院帕尔蒂尼科议员，并一直连选至1925年。1903～1905年任教育大臣。1907～1909年任司法大臣。1917～1919年任意大利内阁首相，曾率领意大利代表团出席巴黎和会。1919年6月辞职。1919～1920年任议会议长。1925年因法西斯党在选举中舞弊，愤而辞职。1946年当选为制宪议会议长，1948～1952年任参议员。

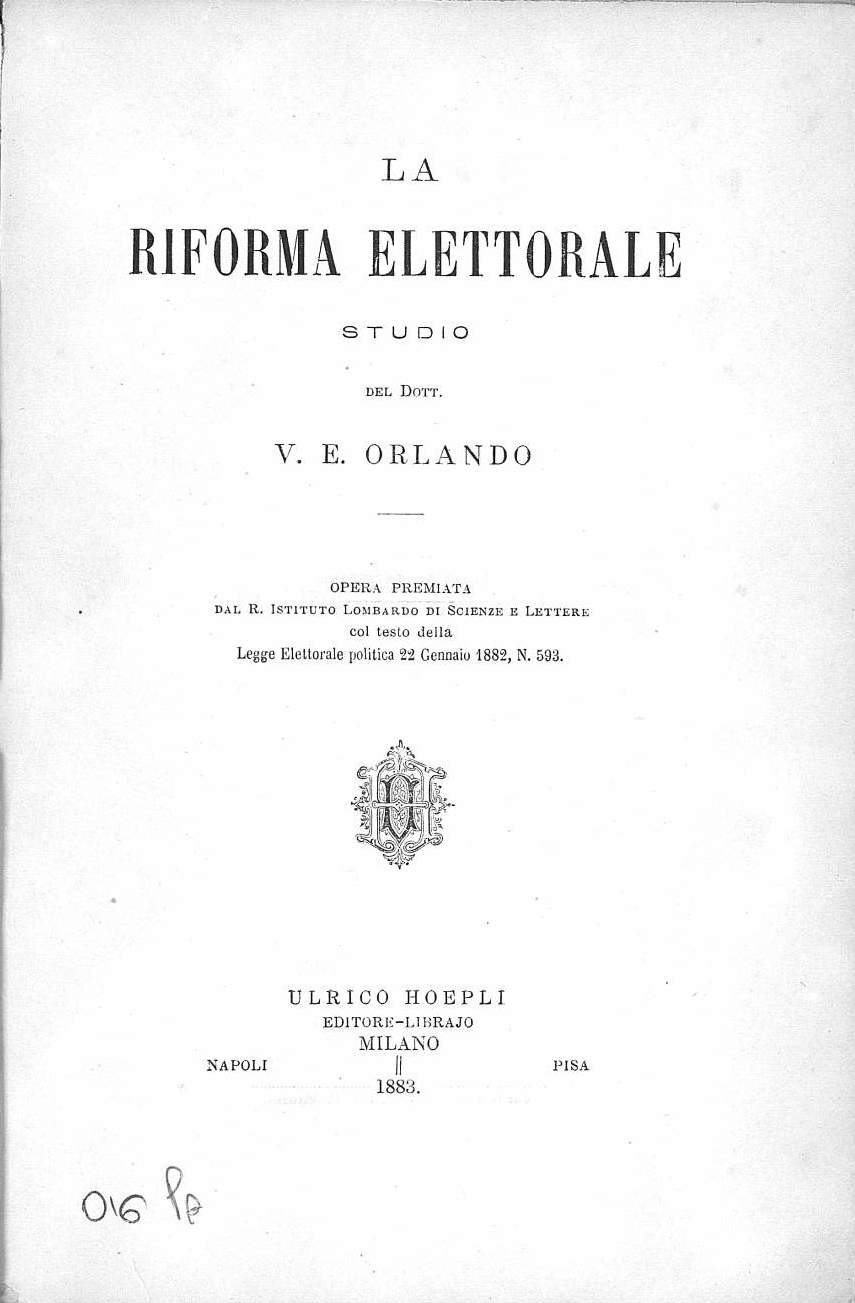
La riforma elettorale, 1883